# Noyellette
Noyellette é uma comuna francesa na região administrativa de Altos da França, no departamento de Pas-de-Calais. Estende-se por uma área de 2,02 km². Em 2010 a comuna tinha 170 habitantes (densidade: 84,2 hab./km²).